# Acoblament proteïna-proteïna
La predicció d'acoblament proteïna-proteïna, que en el context de la bioinformàtica sol denominar-se simplement com a acoblament proteïna-proteïna, és la determinació de l'estructura molecular de complexos formats per dues o més proteïnes sense mesurar-la experimentalment. L'estudi de l'acoblament proteïna-proteïna fou estimulat pel ràpid increment a la dècada del 1990 de les estructures de proteïnes disponibles i ha estat sota investigació intensiva des d'aleshores. Moltes proteïnes que romanen relativament rígides en la formació del complex poden ser acoblades actualment amb èxit. Hi ha mètodes en desenvolupament per manejar casos en els quals la conformació interna d'una o més parts canvia de manera substancial.
L'acoblament proteïna-proteïna no es refereix, en general, a la descripció de la trajectòria seguida pels components durant la formació del complex; l'únic objectiu de l'acoblament és l'estat final del complex. Com que l'ús natural del terme "acoblament" pot suggerir guia al llarg d'una trajectòria, "acoblament proteïna-proteïna" podria ser considerada com una denominació equivocada, de la mateixa manera que la freqüent absència del terme "predicció" en el seu ús pot fer creure en un enfocament químic i experimental del concepte en lloc del càlcul algorítmic que és.

## Introducció
Per la majoria de les proteïnes conegudes, el seu paper biològic, segons queda caracteritzat per quines altres proteïnes hi interaccionen, no s'entén completament. Fins i tot les proteïnes que participen en un procés biològic ben conegut (com, per exemple, el cicle de Krebs), podrien tenir companyes d'interacció o funcions que no es relacionin amb aquests processos. A més, un gran nombre de proteïnes "hipotètiques" foren descobertes durant la revolució genòmica de finals de la dècada del 1990, de les que no es té gens d'informació llevat de les seves seqüències d'aminoàcids.
En casos d'interaccions proteïna-proteïna conegudes, es presenten altres qüestions. Se sap que les malalties genètiques són causades per proteïnes mal plegades o mutades (la fibrosis quística, per exemple), i es desitja entendre quines interaccions anòmales proteïna-proteïna, si és que existeixen, pot causar una mutació determinada. En un futur llunyà podrien dissenyar-se proteïnes per realitzar funcions biològiques, i serà essencial una determinació de les interaccions potencials de tals proteïnes.
Per qualsevol conjunt donat de proteïnes poden presentar-se les següents preguntes:
- Poden lligar-se les proteïnes in vivo?

Si es lliguen,
- quina és la configuració espacial que adopten en el seu estat compost?
- com de forta o dèbil és la seva interacció?

Si no es lliguen, poden lligar-se induint una mutació?
S'assumeix que l'acoblament proteïna-proteïna té el potencial definitiu per resoldre detalladament totes aquestes qüestions. A més, i com que els mètodes d'acoblament poden basar-se en purs principis físics, fins i tot les proteïnes de funció desconeguda (o que hagin sigut estudiades relativament poc) poden ser acoblades. L'únic requisit és que la seva estructura molecular hagi sigut determinada experimentalment, o bé estimada per alguna tècnica teòrica (vegeu predicció d'estructura de proteïnes).

### Acoblament desòlid rígidvs. acoblament flexible
Si els angles i les longituds dels enllaços, així com els angles de torsió, dels components no es modifiquen a cap etapa de la generació del complex, es coneix com a acoblament de sòlid rígid. S'especula sobre si l'acoblament de sòlid rígid és prou bo per la majoria d'acoblaments. Quan es produeix un canvi substancial en la conformació entre els components en el moment de la formació del complex, l'acoblament de sòlid rígid és inadequat. Tanmateix, cal tenir en compte que calcular tots els canvis conformacionals possibles és prohibitivament costós en temps computacional. Els procediments que permeten aquest canvi conformacional, o procediments d'"acoblament flexible, han de seleccionar de forma intel·ligent un petit subconjunt de canvis conformacionals possibles per ser presos en consideració.